# Tempel van Isis en Serapis
De Tempel van Isis en Serapis was een heiligdom gewijd aan de Egyptische goden Isis en Serapis in het oude Rome. 
Het was een ommuurd complex, waarbinnen twee tempels stonden. Het heiligdom stond bekend als Iseum, Isis Campensis en als Iseum et Serapeum en was ooit het grootste heiligdom gewijd aan deze goden in de Romeinse wereld.

## Geschiedenis
De verering van de Egyptische goden Isis en Serapis begon in de 1e eeuw v.Chr. De eerste tempel werd in 43 v.Chr. gebouwd. De eerste keizers Augustus en Tiberius waren tegenstanders van deze onromeinse cultus en probeerden het te verbieden. Tiberius liet de tempel zelfs afbreken en zou het cultusbeeld in de Tiber hebben gegooid. Zijn opvolger Caligula liet de tempel echter weer herbouwen. Bij de grote brand van het jaar 80 werd de tempel verwoest, waarna een herbouw volgde onder Domitianus. In de 3e eeuw werd het heiligdom door Alexander Severus nogmaals herbouwd.

## De tempel
De tempel stond op het Marsveld, direct ten oosten van de Saepta Julia.
Een 21 meter hoge en 11,06 meter brede vierzijdige ereboog was de westelijke toegangspoort tot de tempel vanuit de Saepta Julia. Deze boog stond op de kruising van de Via Pie' di Marmo en de Via del Gesù en werd pas aan het einde van de 19e eeuw afgebroken. De travertijnen boog die de oostelijke toegang vormde stond aan de Piazza del Collegio Romano. Ook deze boog is afgebroken, maar de westelijke pilaar is ingebouwd in het gebouw dat op de hoek met de Via del Gesù staat.
De kerk Santo Stefano del Cacco werd in de 8e eeuw op de ruïne van de tempel van Isis gebouwd. De 12 antieke zuilen in het schip van de kerk zijn afkomstig uit de tempel. Op de Piazza San Marco staat het beeld dat tegenwoordig bekendstaat als Madame Lucrezia. Dit is volgens sommigen een cultusbeeld van de godin Isis en stond waarschijnlijk ooit in de tempel opgesteld. Een aantal kleine obelisken zijn in de directe omgeving opgegraven en zijn op diverse plaatsen in Rome en elders weer opgericht. Onder andere de obelisk op de fontein voor het Pantheon, die op het Olifantje van Bernini op de Piazza della Minerva en de obelisk aan de Viale delle Terme zijn afkomstig uit de Tempel van Isis.

## Referentie
1. 1 2  Mol, Eva  (29 november 2018). Een rijke verbeelding: reconstructies van de verdwenen Isistempel in Rome. Roma Aeterna 6.I/II - Het Rome dat ooit en nooit was  2018
2. ↑  Santo Stefano del Cacco